# Tim Horan
Pour les articles homonymes, voir Horan.
Pas d'image ? Cliquez ici

a Compétitions nationales et continentales officielles uniquement.

b Matchs officiels uniquement.
Dernière mise à jour le 27 décembre 2009.
Tim Horan né le 18 mai 1970 à Darlinghurst est un ancien joueur de rugby à XV australien, évoluant au poste de trois-quarts centre (1,83 m).
Grâce à ses qualités offensives et défensives, ce trois-quarts centre fut l'un des meilleurs joueurs à son poste dans les années 90. Avec ses compatriotes John Eales et Jason Little, il est l'un des six joueurs à avoir remporté deux Coupes du monde de rugby, en 1991 et 1999. Il était surnommé Helmet ("casque") à cause de sa coupe de cheveux qui restait en place en toute circonstance malgré le match, ou Truckie en raison de son goût pour ce que les australiens appellent le Truckie's Breakfast, un petit déjeuner avec des œufs, du bacon et des saucisses. En 2003, il est nommé au Temple international de la renommée du rugby.

## Carrière
Formé au Toowoomba's Downlands College, Tim Horan fait ses débuts sous le maillot des Wallabies en 1989, à 19 ans. Avec Jason Little, qu'il connaît depuis l'âge de 13 ans et John Eales, il fait partie d'une génération prometteuse de jeunes joueurs australiens qui rapidement deviennent des pièces importantes de l'équipe nationale. En 1991, forts de ces jeunes joueurs et de stars plus confirmées comme David Campese, Michael Lynagh ou Nick Farr-Jones, l'Australie remporte sa première Coupe du monde de rugby. Horan qui forme avec Little, une paire de centres très jeune, inscrit quatre essais lors du tournoi. 
En 1994, il subit une grave blessure au genou qui l'arrête pendant plus un an et remet en question la suite de sa carrière. Revenu seulement pour la coupe du monde 1995, il fait partie de l'équipe qui échoue en quart de finale contre les Anglais. Avec sa province des Queensland Reds, il gagne le Super 10 à deux reprises en 1994 et 1995. Il sera capitaine des Reds en 1996. La même année, il est aussi nommé capitaine des Wallabies et fait même quelques matchs au poste de demi d'ouverture.
En 1999, avec John Eales, il remporte sa 2e coupe du monde en battant l'équipe de France en finale. Associé à Daniel Herbert au centre, il s'illustrera particulièrement en perforant à de multiples reprises la défense de l'équipe  d'Afrique du Sud en demi-finale, malgré une intoxication alimentaire la veille du match. Il sera nommé meilleur joueur de la compétition.
Le titre de 1999 marquera le début du crépuscule de sa carrière. Souvent blessé en 2000, il est écarté de l'équipe nationale puis après une dernière saison en Australie en 2000 avec Brisbane South, il rejoint l'Angleterre pour jouer aux Saracens.

## Palmarès
- Vainqueur de la Coupe du monde de rugby 1991 en Angleterre
- Vainqueur de la Coupe du monde de rugby 1999 au Pays de Galles
- 80 sélections entre 1989 et 2000, 30 essais
- Vainqueur du Super 10 : 1994 et 1995
- Vainqueur du Super 6 1992

Distinctions :
- Meilleur joueur de la Coupe du monde de rugby 1999